# Protohermes horni
Protohermes horni är en insektsart som beskrevs av Navás 1932. Protohermes horni ingår i släktet Protohermes och familjen Corydalidae. Inga underarter finns listade i Catalogue of Life.